# Rio Bolvaşniţa
O Rio Bolvaşniţa é um rio da Romênia afluente do Rio Timiş, localizado no distrito de Caraş-Severin.